# Estagel

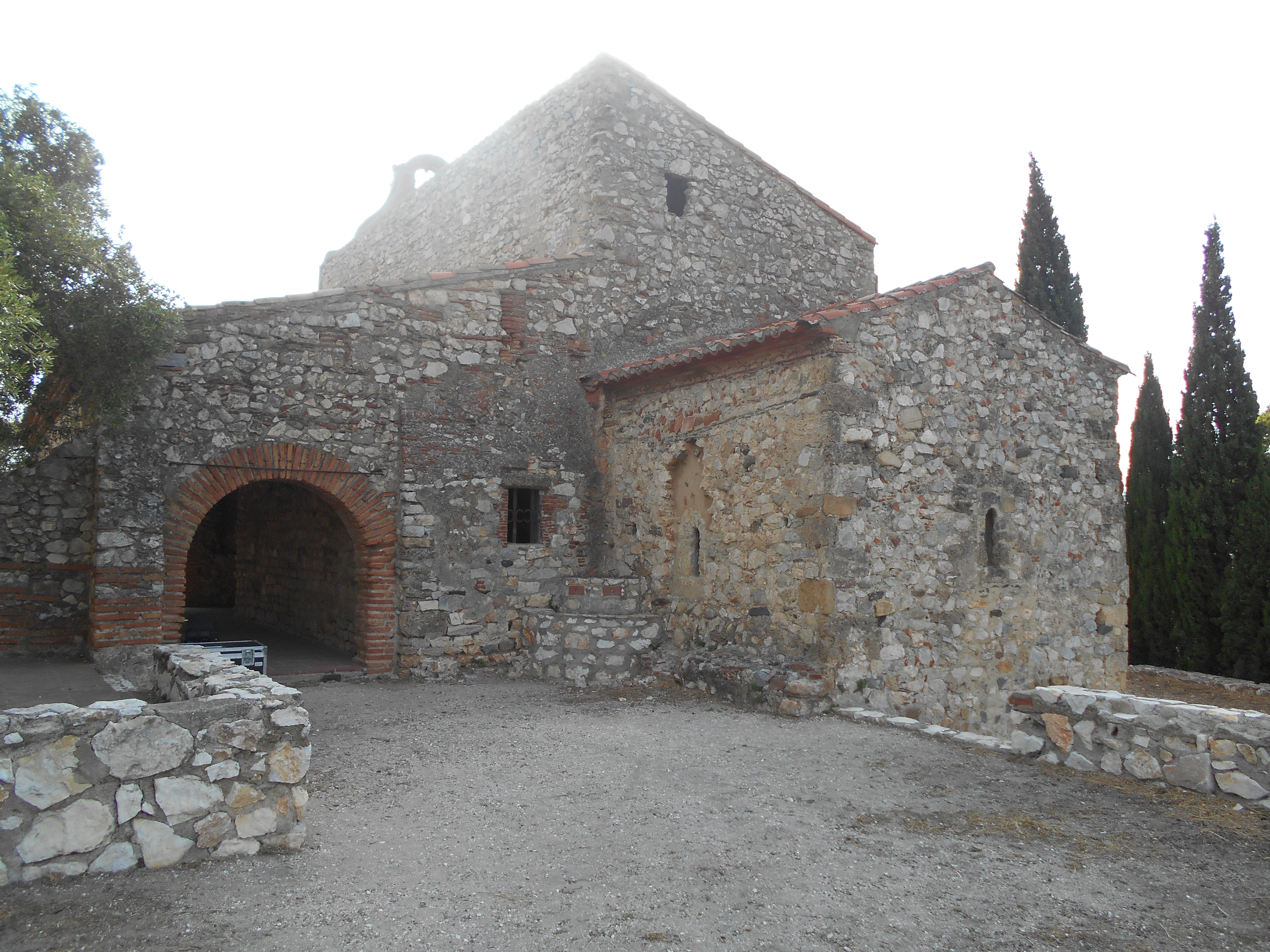
Église Saint Vincent

Estagel (katalanisch Estagell) ist ein südfranzösischer Ort und eine Gemeinde mit 2.124 Einwohnern (Stand: 1. Januar 2022) im Département Pyrénées-Orientales in der Region Okzitanien in der historischen Provinz Roussillon.

## Lage und Klima
Estagel liegt am Agly, in den hier die Nebenflüsse Maury und Verdouble münden, etwa 25 km (Fahrtstrecke) nordwestlich von Perpignan in einer Höhe von ca. 80 m. Das Gemeindegebiet ist Teil des Regionalen Naturparks Corbières-Fenouillèdes. Das Klima ist gemäßigt bis warm; Regen (ca. 625 mm/Jahr) fällt – mit Ausnahme der Sommermonate – übers Jahr verteilt.

## Bevölkerungsentwicklung
| Jahr                      | 1800 | 1851 | 1901 | 1954 | 1999 | 2016 |
| Einwohner                 | 1406 | 2359 | 2789 | 2165 | 1941 | 2028 |
| Quelle: Cassini und INSEE |      |      |      |      |      |      |

Trotz der Reblauskrise im Weinbau, der Mechanisierung der Landwirtschaft und der Aufgabe bäuerlicher Kleinbetriebe ist die Anzahl der Einwohner in etwa konstant geblieben.

## Wirtschaft
Die Gemeinde war jahrhundertelang nahezu ausschließlich landwirtschaftlich orientiert. Der Weinbau nimmt traditionsgemäß eine besonders große Rolle ein. Die Gemeinde gehört zu den Weinbaugebieten Côtes du Roussillon-Villages und Rivesaltes; die hier produzierten Weine dürfen jedoch auch unter anderen Appellationen vermarktet werden.

## Geschichte
In einer Höhle auf dem Gemeindegebiet wurden prähistorische Kleinfunde gemacht; auch Hinweise auf die Existenz römerzeitlicher und westgotischer Siedlungen gibt es. Auf die – wenn auch nur kurze – Anwesenheit der Mauren lässt ein Flurname schließen. Aus dem Mittelalter sind die Namen Villa Stagello und Estagellum überliefert. Von 1258 (Vertrag von Corbeil) bis 1659 (Pyrenäenfrieden) war Estagel Grenzort zwischen den Königreichen Frankreich und Aragón bzw. Spanien.

## Sehenswürdigkeiten
- Mit dem Bau der Église Saint-Étienne-et-Saint-Vincent wurde im Jahr 1319 begonnen; in späteren Grenzkonflikten zerstört, wurde sie ab dem Jahr 1602 wiederaufgebaut. Besonders markant ist der Portalturm mit einem zweigeteilten Glockengiebel (clocher mur). Die dreischiffige Kirche birgt mehrere Barockaltäre und ist seit 1926 als Monument historique anerkannt.[4]
- Wenige Meter südwestlich des Ortes wurde ein westgotischer Friedhof aus dem 5./6. Jahrhundert entdeckt, der seit 2005 als Monument historique anerkannt ist.[5]

Umgebung
- Die in Teilen noch präromanische Église Saint-Vincent besteht zur Gänze aus (verputzten) Bruchsteinen; sie hat eine – später hinzugefügte – Südvorhalle.

## Persönlichkeiten
- François Arago (1786–1853), Astronom, Physiker und Politiker
- Jacques Arago (1790–1854), Schriftsteller
- Félix Arago (1849–1929), Konteradmiral der Marine Nationale